# 毛翼山蝠
毛翼山蝠（学名：Nyctalus lasiopterus）也称大山蝠，一种分布于欧洲、西亚及北非等地区的蝙蝠，隶属于蝙蝠科山蝠属。本种由德国博物学家约翰·克里斯蒂安·丹尼尔·冯·施雷贝尔于1780年描述发表。